# Музей 13 Героев Советского Союза
Музей 13 Героев Советского Союза — музей в хуторе Красновка Тарасовского района Ростовской области.

## История и описание
В годы Великой Отечественной войны в 1943 году на территории поселка Красновка совершили подвиг 13 гвардейцев 130-го гвардейского стрелкового полка 44-й гвардейской стрелковой дивизии. Станция Красновка находилась на железнодорожной ветке Миллерово — Ворошиловград, являвшейся дорогой стратегического назначения. Воинам 130 ГСП 44-й гвардейской стрелковой дивизии поставили задачу занять этот участок железной дороги, освободив её от немцев, и не допустить продвижение немецких эшелонов с солдатами в сторону Сталинграда.
15 января 1943 года тринадцать бойцов во главе с командиром роты — лейтенантом И. С. Ликуновым под пулемётным и миномётным огнем, при численном превосходстве противника, ворвались на окраину железнодорожного посёлка Донской (ныне хутор Красновка) и захватили три дома. Весь день советские воины удерживали здания. Немцы предлагали им сдаться и бросали против группы пехоту с танками, после чего подожгли дома. Гвардейцы сражались, пока не кончились боеприпасы, тогда они попытались вырваться из окружения, вступив в рукопашный бой, однако силы были неравны. В этом бою все бойцы погибли. Уже после боя советская пехота ворвалась в Красновку.
Указом Президиума Верховного Совета СССР от 31 марта 1943 года за образцовое выполнение заданий командования и проявленные мужество и героизм в боях с немецко-фашистскими захватчиками гвардии лейтенанту Ликунову Ивану Сергеевичу, гвардии младшему лейтенанту Седову Ивану Васильевичу, гвардии сержанту Васильеву Владимиру Александровичу, гвардии сержанту Севрюкову Николаю Михайловичу, гвардии рядовому Курбаеву Афанасию Афанасьевичу, гвардии рядовому Немировскому Николаю Николаевичу, гвардии рядовому Полухину Ивану Андреевичу, гвардии рядовому Полякову Константину Илларионовичу, гвардии рядовому Сирину Николаю Ивановичу, гвардии рядовому Тарасенко Ивану Ивановичу, гвардии рядовому Утягулову Зубаю Тухватовичу посмертно присвоено звание Героя Советского Союза и награждены орденами Ленина.
Погибшие герои были похоронены в братской могиле на железнодорожной станции Красновка.

Коллаж военной газеты и фотографии мемориала

В послевоенные годы в результате поисковых работ 1955 года, в одном из захоронений были обнаружены медальоны с фамилиями погибших воинов. Среди них оказался медальон Героя Советского Союза рядового Котова. После продолжения поисковых работ были обнаружены и другие погибшие воины. Было принято решение о создании на станции Красновка мемориала и музея погибшим героям.
В 1960-е годы у въезда в поселок Тарасовский был воздвигнут Мемориал «Тринадцати Героев Советского Союза».
Музей основан 16 апреля 1957 года, открыт 12 октября 1968 года. Основатель музея — Гудыренко Иван Никитович (1913—1969).
В составе музея находится 496 единиц хранения, из них 353 — предметы основного фонда. Среди них есть личные документы и вещи тринадцати бойцов 130-го гвардейского стрелкового полка 44-й гвардейской стрелковой дивизии, фотографии и документы их родственников и однополчан, диорама «Бой за станцию Красновка» и т. д.
При музее работает патриотически-воспитательный клуб «Память».